# Feldmarschall (Schiff)
Der Reichspostdampfer Feldmarschall war eines von 20 Schiffen, die die Deutsche Ost-Afrika Linie (DOAL) zwischen 1890 und 1914 für den Dienst im Rahmen des im Mai 1890 mit dem Deutschen Reich geschlossenen Vertrages über die Einrichtung und den Betrieb einer regelmäßigen deutschen Postdampferverbindung mit Ostafrika bauen ließ.
Nach den Reichspostdampfern Kaiser (2901 BRT/Baujahr 1891), König (4820 BRT/1896), Gouverneur (3381 BRT/1900) und Kurfürst (5655 BRT/1901) war das Schiff der fünfte Auftrag der DOAL an die Reiherstiegwerft in Hamburg (Baunummer 410) und lief am 21. Februar 1903 vom Stapel.
1914 lieferte die Reiherstiegwerft noch den Reichspostdampfer Kigoma (8156 BRT), das größte Schiff der DOAL vor dem Ersten Weltkrieg.

## Im DienstRund um Afrika

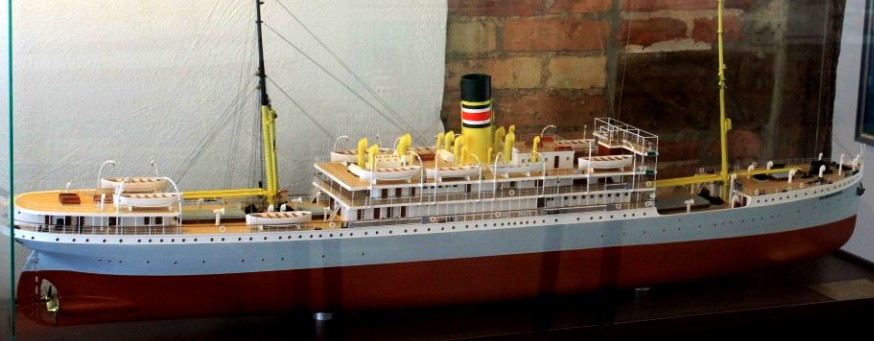
Modell des RPD Feldmarschall im Rendsburger Schifffahrtsarchiv

Am 24. Juni 1903 trat die Feldmarschall ihre Jungfernreise auf der Linie „Hamburg–Rund-um-Afrika“ an und blieb bis 1914 in diesem Dienst. Bei diesem Dienst gingen die in Hamburg abfahrenden Reichspostdampfer abwechselnd erst durch den Atlantik bis nach Kapstadt und dann über Ostafrika, den Sueskanal und das Mittelmeer zurück oder sie fuhren erst die traditionelle Route durch das Mittelmeer und die Rückfahrt führte um das Kap der Guten Hoffnung durch den Atlantik nach Hamburg.
Von Juni bis August 1907 brachte die Feldmarschall Paul Graetz und sein Automobil nach Ostafrika, dem damit die erste automobile Afrikadurchquerung überhaupt gelang.
Am 2. August 1914 traf die Feldmarschall in Daressalam ein. Da gerade der Erste Weltkrieg ausbrach, wurde das Schiff auf Anordnung der deutschen Kolonialverwaltung fahrunfähig gemacht. Am 17. August 1915 wurde die Feldmarschall durch das Geschützfeuer des britischen Kriegsschiffs Hyacinth beschädigt. Nach der Eroberung Daressalams durch britische Truppen im Oktober 1916 wurde das Schiff in Field Marshall umbenannt und als britischer Truppentransporter eingesetzt. Die Field Marshall brachte Anfang 1919 die letzten Deutschen aus der ehemaligen Kolonie Deutsch-Ostafrika nach Hamburg.
1922 wurde das Schiff nach Shanghai verkauft (Umbenennung in Ling Nam) und 1928 erfolgte der Verkauf nach Singapur (Umbenennung in Hong Kheng). Die ehemalige Feldmarschall strandete am 19. Juli 1947 auf Chilang Point, während einer Fahrt von Rangun nach Xiamen.

## SchwesterschiffBürgermeister
Als erstes von drei sehr ähnlichen Schiffen kam die beim Flensburger Schiffbau in Auftrag gegebene Bürgermeister in Fahrt. Mit 5945 BRT etwas kleiner und kürzer war sie am 27. Februar 1902 von Stapel gelaufen und am 19. Juni abgeliefert worden. Wie bei den Reichspostdampfern nach Afrika üblich, unterschieden sich die bei verschiedenen Werften in Auftrag gegebenen Schiffe in Details und in der Passagiereinrichtung. Die Bürgermeister bot Platz für 250 Passagiere in drei Klassen und blieb bis zum Kriegsbeginn im „Rund-um-Afrika“-Dienst. Im August 1914 wurde sie für die Kriegszeit in Hamburg aufgelegt.
Am 20. Februar 1920 wurde die Bürgermeister an Frankreich ausgeliefert und von der Compagnie Générale Transatlantique unter dem Namen Macoris ab November 1920 nach Westindien und Mittelamerika bis Colon eingesetzt. Im Winter 1927–1928 und von Juli bis November 1931 lief sie auf der Linie Bordeaux–Casablanca. 1934 bediente sie mit der De la Salle eine Nebenlinie um Haiti. 1935 wurde sie in Saint-Nazaire abgebrochen.